# Châu Giang (huyện)
Châu Giang là một huyện cũ thuộc tỉnh Hải Hưng, sau thuộc tỉnh Hưng Yên.

## Địa lý
Huyện Châu Giang nằm ở phía tây tỉnh Hải Hưng, có vị trí địa lý:
- Phía đông giáp các huyện Mỹ Văn và Kim Thi
- Phía tây giáp thành phố Hà Nội và tỉnh Hà Sơn Bình với ranh giới là sông Hồng
- Phía nam giáp huyện Kim Thi
- Phía bắc giáp thành phố Hà Nội.

## Lịch sử
Huyện được thành lập vào ngày 24 tháng 2 năm 1979 trên cơ sở hợp nhất huyện Khoái Châu với 14 xã của huyện Văn Yên (gồm phần lớn huyện Văn Giang cũ).
Đơn vị hành chính của huyện Châu Giang gồm 39 xã: An Vĩ, Bình Kiều, Bình Minh, Chí Tân, Cửu Cao, Dạ Trạch, Đại Hưng, Đại Tập, Dân Tiến, Đông Kết, Đông Ninh, Đông Tảo, Đồng Tiến, Hàm Tử, Hoàn Long, Hồng Tiến, Kim Ngưu, Liên Khê, Liên Nghĩa, Long Hưng, Mễ Sở, Minh Châu, Nhuế Dương, Ông Đình, Phụng Công, Phùng Hưng, Tân Châu, Tân Dân, Tân Tiến, Thắng Lợi, Thành Công, Thuần Hưng, Tứ Dân, Văn Phúc, Việt Cường, Việt Hòa, Xuân Quan, Yên Hòa, Yên Phú.
Ngày 6 tháng 11 năm 1996, tỉnh Hải Hưng được chia lại thành hai tỉnh Hải Dương và Hưng Yên. Huyện Châu Giang thuộc tỉnh Hưng Yên vừa tái lập.
Ngày 24 tháng 9 năm 1997, thành lập thị trấn Khoái Châu trên cơ sở toàn bộ diện tích tự nhiên và dân số của xã Kim Ngưu.
Ngày 14 tháng 5 năm 1999, thành lập thị trấn Văn Giang trên cơ sở toàn bộ diện tích tự nhiên và dân số của xã Văn Phúc.
Từ đó, huyện Châu Giang có 2 thị trấn: Khoái Châu, Văn Giang và 37 xã: An Vĩ, Bình Kiều, Bình Minh, Chí Tân, Cửu Cao, Dạ Trạch, Đại Hưng, Đại Tập, Dân Tiến, Đông Kết, Đông Ninh, Đông Tảo, Đồng Tiến, Hàm Tử, Hoàn Long, Hồng Tiến, Liên Khê, Liên Nghĩa, Long Hưng, Mễ Sở, Minh Châu, Nhuế Dương, Ông Đình, Phụng Công, Phùng Hưng, Tân Châu, Tân Dân, Tân Tiến, Thắng Lợi, Thành Công, Thuần Hưng, Tứ Dân, Việt Cường, Việt Hòa, Xuân Quan, Yên Hòa, Yên Phú.
Ngày 24 tháng 7 năm 1999, chuyển 5 xã: Hoàn Long, Minh Châu, Việt Cường, Yên Hòa, Yên Phú về huyện Yên Mỹ vừa tái lập. Đồng thời, chia lại huyện Châu Giang thành 2 huyện Khoái Châu và Văn Giang.
- Huyện Khoái Châu có thị trấn Khoái Châu và 24 xã: An Vĩ, Bình Kiều, Bình Minh, Chí Tân, Dạ Trạch, Đại Hưng, Đại Tập, Dân Tiến, Đông Kết, Đông Ninh, Đông Tảo, Đồng Tiến, Hàm Tử, Hồng Tiến, Liên Khê, Nhuế Dương, Ông Đình, Phùng Hưng, Tân Châu, Tân Dân, Thành Công, Thuần Hưng, Tứ Dân, Việt Hòa.
- Huyện Văn Giang có thị trấn Văn Giang và 10 xã: Cửu Cao, Liên Nghĩa, Long Hưng, Mễ Sở, Nghĩa Trụ, Phụng Công, Tân Tiến, Thắng Lợi, Vĩnh Khúc, Xuân Quan. Trong đó, 2 xã Nghĩa Trụ và Vĩnh Khúc được chuyển từ huyện Mỹ Văn về huyện Văn Giang.